# Tell Me I’m Not Dreamin’ (Too Good to Be True)
A Tell Me I’m Not Dreamin’ (Too Good to Be True) Jermaine Jackson és Michael Jackson amerikai énekesek dala. Jermaine 1984-ben megjelent Dynamite című albumán (az USA-ban Jermaine Jackson címmel jelent meg) szerepelt. 1985-ben Grammy-díjra jelölték „legjobb R&B-dal énekes duótól vagy együttestől” kategóriában.
A dal Jermaine Do What You Do című kislemeze 7" és 12" változatának is a B oldala volt, az instrumentális változata pedig Jermaine Dynamite című kislemezéé.
Michael Jackson: The King of Pop című, 1993-ban megjelent könyvében Lisa D. Campbell azt írja, hogy a dal, bár kislemezként hivatalosan nem jelent meg Michael lemezkiadója, az Epic és Jermaine kiadója, az Arista megegyezésének hiányában, a rádiók sokat játszották. A korabeli szabályok értelmében a Billboard kislemezes slágerlistáira nem került fel, mivel fizikai formátumban csak egy másik dal kislemezének B oldalaként jelent meg, a rádiós játszásokat pedig ebben az időben még nem számították be a legtöbb slágerlistán.
A rádiós játszásokon alapuló Radio and Records Top 40 slágerlistán azonban a dal eléárte a 6. helyet 1984 júniusában. Legnagyobb sikerét a Billboard Hot Dance Club Play listán aratta, ahol ugyanebben a hónapban három hetet töltött az első helyen. A Jacksons 1984-es Victory turnéján a dalt egyvelegben adták elő Jermaine több más szólóslágerével (a Let’s Get Seriousszel és a Dynamite-tal).
1988-ban Robert Palmer feldolgozta a dalt Heavy Nova című albumán, és 1989 júniusában megjelentette kislemezen. A 60. helyet érte el vele a Billboard Hot 100-on.